# Próza Augusta Strindberga
Próza Augusta Strindberga obsahuje přehled a stručnou charakteristiku prozaických děl švédského spisovatele Johana Augusta Strindberga (1849–1912). Dále jsou uvedena také česká vydání Strindbergových próz.

## Přehled próz podle data vzniku
- Från Fjärdingen och Svartbäcken (1877, Z Fjärdingenu a Svartbäckenu) – první Strindbergova próza. Dílo bylo psáno na pokrytí svatebních výloh a jeho úspěch nebyl velký.[1]

- Röda rummet (1879, Červený pokoj) – dílo přelomové, a to nejen pro Strindberga, ale pro celou švédskou literaturu – znamenalo nástup tzv. moderního průlomu. Jedná se o naturalistický satirický epizodický román, absentuje zde lineární rozvoj děje. Hlavní postavou je Arvid Falk, který se chce věnovat spisovatelské kariéře poté, co opustí pokryteckou dráhu úředníka. Dostává se tak do okruhu bohémů, kteří se schází v tzv. „Červeném pokoji“. Falk se snaží protloukat spisovatelskou kariérou čestně, nicméně na konci románu rezignuje. Kromě událostí z Falkova života jsou nám představeny i epizody ze života jeho přátel a známých, např. Mikuláše Falka, Arvidova bratra, malířů Lundella a Selléna, sochaře Olleho či novináře Struva.[2] Strindberg zde podává ostře satirickou kritiku soudobé společnosti skrze karikatury lidských typů, především církve a oficiálních institucí. Právě tato kritika, autorův styl i odkazy na reálné osobnosti byly pro čtenáře i kritiky až šokující.[3] Strindberg zde využil také své vlastní zkušenosti jednak z novinářské a učitelské kariéry, ale také z vlastního prodlévání v tzv. „Červeném pokoji“ v Bernově restauraci se skupinou mladých intelektuálů a bohémů před rokem 1877.[3]

- Gamla Stockholm (1880–1882, Starý Stockholm) – historické dílo.

- Svenska folket i helg och söcken (1881–1882, Švédský lid ve všední den i ve svátek) – historické dílo.

- Det nya riket (1882, Nová říše) –  „satirický pamflet na švédské poměry, sbírka esejistických próz a reportáží.“ [3] Dílo tematicky navazuje na Červený pokoj, ale útočnější, ataky jsou mnohem lépe čitelné, osobnější a nenávistnější.

- Svenska öden och äventyr (1882–1883, Švédské osudy a dobrodružství) – sbírka historických povídek.

- Lickt och olikt (1884, To a ono) – soubor článků o kulturních a sociálních otázkách.

- Giftas (1884, Manželské historie) – Strindberg zde satirickým stylem brojí proti manželství i proti ženské emancipaci (otázka Strindberg a ženská práva je nejednoznačná, srovnej. část předmluvy nazvanou Ženina práva). Známá je např. povídka Dům loutek, parodie Ibsenovy Nory, či novela Musel, o kapitulaci starého mládence před manželstvím. Největší rozruch ovšem způsobila povídka Odměna cnosti, popisující problémy puberty a sexuálního vývoje, kvůli které byl Strindberg i obžalován. Přestože nebyl odsouzen, proces posílil jeho paranoiu. Celkově sbírka nebyla společností přijata, přestože obsahuje brilantní povídky.[3]

- Utopier i verkligheten (1884–1885, Utopiemi ke skutečnosti) – eseje o rousseauovském socialismu.

- Giftas II (1885, Manželské historie II) – pokračování Manželských historií, kde je za příčinu všech manželských potíží označena žena zobrazená jako upír a tyran.[3]

- Tjänstekvinnans son (I – III 1886–1887, IV 1909, Syn služky) – rozsáhlejší autobiografické dílo rozdělené do čtyř dílů. Kniha je psána ve třetí osobě a hlavní postava se jmenuje Johan (první křestní jméno Strindberga). Román popisuje hrdinovo dospívání v kontextu jeho despotické rodiny, ale i celé společnosti, jejíž instituce jsou opět terčem kritiky. Vzhledem k naturalistickému východisku díla není hlavní hrdina schopný se vymanit z těchto vlivů a díky jejich protichůdnosti je jeho osobnost rozpolcena. Jedná se o román vývojový obohacený esejistickým stylem s širokými kontexty, ale i psychologickými vhledy do mysli Johana, díky čemuž vynikají kontrasty mezi pohledem nezkušeného mladíka a zkušeného vypravěče.[3]

- Hemsöborna (1887, Lidé z Hemsö) – zábavný, humoristický text, který byl ve Švédsku dlouho Strindbergovým nejoblíbenějším dílem.[3]

- En dåres försvarstal (Bláznova obhajoba, vydána 1914, nicméně napsána 1887–1888, původně francouzsky) – autobiografické dílo. Opět tematizuje manželský souboj, prudké střídání pudových pocitů lásky a nenávisti. Hlavní postava je psychologicky nesoudržná, proměnlivá, vyjadřuje strach ze ztráty identity. Odtud a z druhého dílu Manželských historií vychází vidění Strindberga jako misogyna.[3]

- Den romantiske klockaren på Rånö (1888, Romantický zvoník z Ranö) – novela.

- I havsbandet (1889–1890, Na břehu moře) – román.

- Tschandala (1890, Čandala) – novela.

- Inferno (1897, Inferno) – dílo reflektující Strindbergovu tzv. krizi inferna. Je směsicí popisu šílených duševních stavů, halucinací, příznaků nervového vyčerpání a stihomanu. Autor zde také definitivně opouští poetiku vycházející z moderního průlomu.[3] Po stylistické stránce se jedná o střízlivě analytické dílo.[1]

- Legender (1898, Legendy) – pokračování Inferna.

- Sagor (1903, Pohádky)

- Ensam (1903, Osamělý) – melancholická autobiografická próza.[3]

- Götiska rummen (1904, Gótské pokoje) – tematicky navazují na Červený pokoj, ale mají temnější vyznění a kvůli Strindbergově konverzi po krizi inferna se zde vyskytuje i kritika náboženství.[3]

- Taklagsöl (1906, Glajcha) – novela.

- Syndabocken (1906, Obětní beránek/ Obětní kozel) – novela.

- Svarta fanor (1907, Černé vlajky) – dílo trefující se především do novinářů a literátů, morální zkaženosti a duchovní prázdnoty. Zkritizoval zde i mnohé své přátele, což mu vyneslo další problémy, protože se v díle poznali.[3]

- Blå böckerna (1907–1912, Modré knihy) – deníkové texty.

- Oculta dagboken (1977, Okultní deník) – posmrtně vydané deníkové zápisky z období 1896 – 1908.[3]

## Česká vydání prózy
V překladu do češtiny byla vydána následující Strindbergova prozaická díla:
- Život na Hemsö: líčení života "Skalákův" V Praze: F. Šimáček, 1892. 162 s. Románová knihovna Světozora; sv. 23. Překlad Aloisa N. Lucka
- Manželství: Dvanácte povídek. Praha: Vzdělávací bibliotéka, 1894. 204 s. Vzdělávací bibliotéka; Sv. 21. Překlad Hugo Kosterka
- Radost života. Praha: Moderní revue, 1895. 31 s.
- Na břehu moře: román. V Praze: Vzdělavací bibliotéka, 1896. 260 s. Vzdělavací bibliotéky; sv. 34. Překlad Hugo Kosterka
- Svědomí. Praha: Národní tisk. a nakl., 1899. 51 s. Překlad Alois Hynek Šmíd
- Drobné novely. V Praze: Tisk Národní tiskárny a nakladatelstva, 1899. 56, 18, 29, 51 s. Romány Hlasu Národa.
- Červený pokoj: obrazy ze života umělců a spisovatelů. V Praze: K. Stan. Sokol, 1901. 431 s. Vzdělavací bibliotéka; sv. 48. Překlad Karel Mrha a Pavla Moudrá
- Manželská historie. Král. Vinohrady: F. Adámek, 1906. 51 s. Moderní bibliotéka; roč. 4., dílo 6. Překlad Hanuš Vogeler
- Manželská historie. Praha: F. Adámek, 1906. 61, 3 s. Moderní bibliotéka; IV, 6.
- 1000 nejkrásnějších novell 1000 světových spisovatelů. Sv. 6. V Praze: Jos. R. Vilímek, mezi r. 1911–1930. 99 s.
- Zpověď pošetilcova: román. V Praze: Karel Stan. Sokol, 1912. 307 s. Levná osvětová knihovna; sv. 48.
- Gotické pokoje: osudy generace s konce století. Praha: J. Otto, 1918. 387 s. Knihovna Zlaté Prahy; sv. 71. Překlad Viktor Šuman
- Černé vlajky: obrazy mravů za změny století. Praha: J. Otto, 1919. 378 s. Knihovna Zlaté Prahy; sv. 74. Překlad Hanuš Hackenschmied
- Historické miniatury. Praha: J. Toužimský, 1920. 173 s. Knihovna světových mistrů; sv. 7. Překlad Josef Trumpus
- Červený pokoj. Plzeň: Český deník, 1921. 32 s. Soubor nejkrásnějších děl literárních ve stručných výtazích; čís. 18–19.
- Studentka, čili, Novostavba. Praha: V. Boučková, 1922. 98, 1 s. Knihovna aktualit a kuriosit; sv. 4. Překlad Jiří Votoček
- Modruška a zlatohlávek. Praha: Holubice, [1922]. 16 s. Pohádky Holubice; 7. Překlad Marie Majerová
- Manželství = Giftas . Praha: Čsl. podniky tisk. a vydav., 1922. 364 s. Severská knihovna; sv. 10. Překlad Hanuš Hackenschmied
- Syn služky: dějiny vývoje duše: (1849–1867) . Praha: Ot. Štorch-Marien, 1927. 189 s. Románová knihovna Aventina; sv. 40. Překlad Hanuš Hackenschmied
- Červený pokoj: obrazy ze života umělců a spisovatelů. Praha: B. Janda, 1927. 340 s. Mistři světového románu. Nové cíle; sv. 248. Překlad Pavla Moudrá
- Kniha lásky. Praha: Alois Srdce, 1928. 211 s. Překlad Hugo Kosterka
- Manželství. Praha: Přítel knihy, 1929. 205 s. Nová knihovna světové literatury; roč. 2, č. 18. Překlad M. Lesná-Krausová
- Červený pokoj: Obrazy ze života umělců a spisovatelů. Praha: K. Stan. Sokol, mezi 1932 a 1952. 431 s. Vzdělávací bibliotéka. Sbírka moderní četby; Sv. 48.
- Červený pokoj: Obrazy ze života umělců a spisovatelů. Praha: K. Stan. Sokol, mezi 1932 a 1952. 431 s. Vzdělávací bibliotéka. Sbírka moderní četby; Sv. 48. Překlad Radko Kejzlar
- Syn služky. 1. vyd. Praha: SNKLHU, 1960. 470, [4] s. Strindberg, August: Spisy; Sv. 7. Knihovna klasiků. Překlad Dagmar Chvojková-Pallasová a Břetislav Mencák
- Syn služky. 3. vyd. Praha: Práce, 1968. 377 s. Erb. Modrá řada. Překlad Dagmar Chvojková-Pallasová
- Osamělý. 1. vyd. Praha: Svoboda, 1974. 181, [3] s. Jiskry. Překlad Radko Kejzlar
- Bláznova obhajoba; Manželské historie. 1. vyd. tohoto překladu. Praha: Odeon, 1984. 578 s. Knihovna klasiků. Spisy / August Strindberg; Sv. 2. Překlad Stanislav Jirsa a Jiřina Vrtišová
- Červený pokoj: vyprávění ze života umělců a spisovatelů. 1. vyd. v Odeonu. Praha: Odeon, 1990. 307 s. Klub čtenářů; Sv. 629. ISBN 80-207-0179-6. Překlad František Fröhlich
- Glajcha; Obětní kozel. V češtině 1. vyd. Praha: Akropolis, 1994. 202 s. Premiéra; sv. 9. ISBN 80-85770-09-1. Překlad Otakar Franczyk
- Osamělý. 2. vyd., V nakl. Ivo Železný 1. Praha: Ivo Železný, 1995. 187 s. Světová četba. ISBN 80-237-1952-1. Překlad Radko Kejzlar
- Inferno. Vyd. 1. Praha: Volvox Globator, 1998. 165 s. Medusa; sv. 10. ISBN 80-7207-169-6. Překlad Zbyněk Černík
- Mistrovské povídky. Vyd. 1. Brno: Host, 2001. 179 s. ISBN 80-7294-021-X. Překlad Otakar Franczyk
- Čandala: příběh ze sedmnáctého století. Vyd. 1. Brno: Host, 2003. 135 s. ISBN 80-7294-077-5. Překlad Otakar Franczyk
- Manželské historie. 1. vyd. v nakl. Levné knihy KMa. Praha: Levné knihy KMa, 2004. 348 s. Edice světových autorů. ISBN 80-7309-147-X. Překlad Jiřina Vrtišová
- Romantický sakristián na Rånö. Vyd. 1. Brno: Host, 2006. 137 s. ISBN 80-7294-199-2. Překlad Otakar Franczyk[5]